# Puerta Monaita
La puerta de Monaita, en árabe bab al-Unaydar, cuya traducción sería puerta de la Erilla, también conocida como puerta de la Alhacaba o puerta de la Cuesta, era uno de los accesos más antiguos de la Granada musulmana, y el principal a la alcazaba Qadīma o alcazaba Antigua, en el barrio del Albaicín.
Está integrada en la muralla zirí, que la unía por el oeste con la Puerta de Elvira y por el este con Puerta Nueva conocida popularmente como puerta de las Pesas (bāb al-Ziyad), al ser control impositivo de las mercancías entrantes.
Se levantó en el siglo XI coincidiendo con el traslado de la capital del emirato desde medina Elvira a medina Garnata. Sufrió diversas transformaciones durante el dominio nazarí y aún en época cristiana. Fue citada por al-ʿUmarī  en Masālik al-Absār fī Mamālik al Amsar, Hurtado de Mendoza en Guerra de Granada y Mármol Carvajal en Historia del rebelión y castigo de los moriscos y está perfectamente representada en la Plataforma de Vico con el número 47 y nombre «Monaica». Según el historiador Francisco Bermúdez de Pedraza (1576-1655), el significado de puerta Monaita es de “la banderola”, porque en ella se colocaba una cuando el rey hacia levas en tiempos de guerra.
Junto a algunos paños de muralla aledaña y al torreón que la flanquea, se conserva la puerta principal, constituida por dos arcos de herradura enjarjados contrapuestos y separados por una bóveda de cañón de ladrillo. Los arcos, enmarcados por alfiz y ligeramente apuntados están formados por dovelas de piedra arenisca de La Malahá, impostas de piedra de sierra Elvira, dinteles de ladrillo y jambas de piedra franca. Entre ambos arcos, bajo la bóveda de ladrillo se situaban las dos hojas de la puerta, que eran de madera forrada de hierro. Esta entrada daba paso a un pequeño patio cuadrangular de 6 x 6 metros, ceñido de muros y destinado a la guardia, desde el que se accedía a la ciudadela por otra puerta en recodo de la que apenas quedan indicios, siendo una de las primeras puertas de al-Ándalus con este sistema defensivo. El acceso desde el hoy Carril de la Lona se hacía a través de tres rampas en zigzag, actualmente escalonadas, lo que sumado a la entrada en recodo la hacían prácticamente inexpugnable. 
Un torreón defensivo flanquea el lado norte, izquierdo según se entra. Está construido con hormigón de cal y en época reciente se añadió a su fachada oeste un recubrimiento de mampostería con encintados de ladrillo y adarajas de cantería de piedra caliza en las esquinas.
En 1931 fue declarada Monumento Histórico Artístico Nacional y ha sido restaurada en los años 1998-1999, aunque está algo abandonada y sometida a actos de vandalismo, como han puesto de manifiesto reiteradamente asociaciones conservacionistas y vecinales.